# Cânion do Horto São Nicolau
Cânion do Horto São Nicolau é um cânion brasileiro situado no segundo planalto paranaense, na região dos Campos Gerais do Paraná, no município de Arapoti.
O cânion possui uma extensão de 6 quilômetros e profundidade média de 40 metros. É banhado pelo Córrego Rincão, afluente do rio das Cinzas, e a sua vegetação é constituída por floresta ombrófila mista (mata com araucária), apresentando-se no interior como floresta de galeria (mata ciliar). Nas bordas superiores existem alguns trechos com matas de galeria com araucária, além de uma grande quantidade de orquídeas, bromélias e cactáceas.
Já foram encontrados vestígios de animais em extinção, como a onça-parda, o gato-do-mato, a jaguatirica, o lobo-guará e o veado-campeiro. Está situado na área da Arauco Florestal, subsidiária do grupo chileno Celulosa Arauco y Constitución. Próximo ao cânion do Horto São Nicolau, está o Cânion do Cerrado, também em Arapoti, e a Área de Proteção Ambiental da Escarpa Devoniana.